# Muhammad ibn Abd Allah al-Ashjai
Muhammad ibn Abd Allah al-Ashjai (en árabe: محمد بن عبد الله الأشجعي‎, romanizado: Muḥammad ibn ʿAbd Allāh al-Ashdjaʿī) fue el undécimo valí de al-Ándalus bajo el Califato omeya de Damasco en AD 730 (AH 111–112).  Fue uno de una serie de árabes de Ifriqiya que sirvieron como gobernadores en al-Ándalus de 721 a 731.
Después de que diez meses en el cargo, el predecesor de Muhammad, al-Haytham, afrontó un intento de golpe de estado a principios de 730. Arrestó a los conspiradores, pero sus parientes renegaron sobre su elección a su superior, el gobernador de Ifriqiya. Según la Crónica de 754, la fuente más temprana, al-Haytham fue arrestado y llevado a Ifriqiya, pero su sustitución pretendida, al-Qhafiqi, no pudo ser encontrado, Muhammad fue nombrado para reemplazarle en cambio. Su nombramiento formal tuvo lugar, según la Crónica, un mes después de que al-Haytham había sido depuesto.
Según la Crónica profética, escrita en 883, solo gobernó un mes. Al-Maqqari, una fuente más tardía, pone su legislatura en marzo–mayo de 731, un año más tarde que las crónicas más tempranas indican, pero correctos antes de la fecha generalmente aceptada para cuándo al-Ghafiqi finalmente tomó cargo.